# Daniel Wyder
Daniel Wyder (ur. 15 lutego 1962 w Wädenswil) – szwajcarski kolarz torowy i szosowy, złoty medalista torowych mistrzostw świata.

## Kariera
Największym sukcesem w karierze Daniela Wydera jest zdobycie złotego medalu w wyścigu punktowym zawodowców podczas mistrzostw świata w Gandawie. W wyścigu tym bezpośrednio wyprzedził Włocha Adriano Baffiego oraz Duńczyka Michaela Markussena. Nigdy wcześniej ani później Wyder nie zdobył medalu na mistrzostwach świata. Wielokrotnie zdobywał medale torowych mistrzostw Szwajcarii, startował także na szosie - głównie na arenie krajowej, chociaż w 1990 roku zwyciężył w amerykańskich Tour of the Americas oraz Vuelta a Venezuela. Nigdy nie startował na igrzyskach olimpijskich.